# Fiodor Bredichin

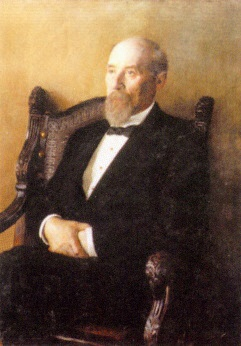
Fiodor Bredichin

Fiodor A. Bredichin (ur. 26 listopada 1831 w Mikołajowie, zm. 1 maja 1904 w Petersburgu) – rosyjski astronom. Prowadził badania w dziedzinie heliofizyki, grawimetrii, astrometrii oraz teorii budowy warkoczy komet. Był dyrektorem obserwatoriów astronomicznych w Moskwie (1873-1888) i w Pułkowie (1890-1895). Od 1990 był członkiem Petersburskiej Akademii Nauk.
W latach 1862–1877 opracował klasyfikację i teorię budowy warkoczy kometarnych.
Na jego cześć nazwano planetoidę (786) Bredichina i krater księżycowy Bredikhin.